# L'ocell d'or
L'ocell d'or és un conte popular, la versió més coneguda de la qual va ser recollida pels Germans Grimm.

## Història
El conte explica la història d'un rei que als jardins del seu regne, hi creixia un gran arbre de pomes d'or. Cada dia contaven les pomes del pomer, fins que un dia es van adonar que en faltava una. El rei va demanar al fill gran que de nit vigilés el pomer, però a la mitjanit es va quedar adormit i l'endemà faltava una altra poma. La nit següent, el rei va demanar-li al segon fill que vigilés el pomer però igual que el primer fill, a la mitjanit es va adormir i l'endemà, tornava a faltar una poma. La nit següent, el tercer fill es disposava a fer guàrdia del pomer amb moltes ganes, tot i que el rei dubtava molt d'ell i no hi confiava gaire.
A les dotze de la nit, el fill petit va sentir una remor a l'aire, i a la llum de la lluna va veure un ocell amb un plomatge brillant com l'or que arrencava una poma. Ràpidament va disparar-li una sageta que va fer-li caure una ploma d'or a terra. Un cop ho va explicar al rei, ell va voler capturar l'ocell, ja que una sola ploma valia més que tot el regne sencer.
El fill gran es va disposar a capturar l'ocell, però pel camí es va trobar una guineu que li va suplicar que no el disparés a canvi d'un bon consell. El fill gran no va voler fer cas dels consells de la guineu i el va disparar, tot fallant el tret. El segon fill va caure en el mateix error de no voler escoltar el consell de la guineu, però el fill petit sí que va seguir el seu consell.
La guineu el va portar a un hostal molt humil on va passar la nit, i l'endemà va arribar a un regne on tots els soldats dormien. Va arribar a una petita habitació on hi havia l'ocell d'or dins d'una gàbia de fusta i al costat, una gàbia d'or i les tres pomes d'or a terra. La guineu va recomanar-li que agafés l'ocell amb la gàbia de fusta perquè sinó tindria problemes, tot i així, ell va decidir que un ocell com aquell havia d'estar a una gàbia ben elegant! Tan bon punt, va tocar la gàbia d'or, tots els soldats es van despertar i el van condemnar a mort. El rei del castell li va perdonar la vida, si a canvi li portava el cavall d'or, que corria més que el vent, i com a premi li regalaria l'ocell d'or.
La guineu el va ajudar a arribar al castell on estava el cavall d'or, on tots dormien. Va poder arribar amb facilitat a l'estable, però a l'hora de muntar el cavall, en comptes d'agafar la muntura de cuir, li va posar la muntura d'or, cosa que va fer que el cavall comencés a cridar, fent despertar a tot el castell. De la mateixa manera que l'altre regne, el van condemnar a morir, però el rei li va perdonar la vida si a canvi li portava la bellíssima princesa del castell d'or.
Un cop va arribar al castell d'or, la guineu li va dir que havia de donar-li un petó a la princesa perquè se n'anés amb ell però que no la deixés acomiadar dels seus pares, ja que sinó li portaria problemes. Però després de besar-la, no va poder-se resistir als seus plors i va deixar que anés a acomiadar-se. Però tal com li havia advertit la guineu, tota la cort es va despertar i el van engarjolar. El rei però, li va dir que si aconseguia rebaixar el turó de davant del castell, que li tapava les vistes, en menys de vuit dies, el deixaria viu i li donaria la mà de la seva filla.
Quan portava set dies cavant sense parar, es va adonar que tot el que havia fet era una misèria en comparació amb el que li quedava. Així que fatigat va perdre les esperances però quan ho anava a deixar tot, va aparèixer la guineu i el va rellevar. L'endemà al matí a trenc d'alba, va córrer cap al castell a buscar la mà de la princesa, ja que la guineu havia fet desaparèixer la muntanya, sense deixar-ne ni rastre. Així que el rei sense poder-s'hi negar, va lliurar la seva filla al jove.
Quan es van posar en marxa, es van trobar a la guineu que els va explicar com aconseguir el cavall d'or. Havien d'anar al castell, presentar la princesa als reis i quan els duguessin el cavall, pujar ràpidament i fugir al galop. I així ho van fer.
Després, es van tornar a reunir amb la guineu, que els va explicar com aconseguir l'ocell d'or. Tan senzill com a l'anterior castell, entrar tranquil·lament, esperar que tots estiguessin contents i li donessin la gàbia i fugir al trot, sabent que era el cavall més veloç i que no els agafarien.
Quan ho van tenir tot, la guineu se'ls-hi va presentar a mig camí i li va dir al príncep que li havia de recompensar els serveis, tallant-li el cap i les potes. El príncep de negar-s'hi rotundament, va decidir ajudar a la pobre bèstia desesperada, que pesada li demanava la salvació. Però quan ho estava a punt de fer aquesta es va convertir en un jove, que va resultar ser el germà de la princesa, atrapat per una maledicció. Així, van trencar el malefici i van viure sempre més sense falta de res.

## Altres versions
La història pot acabar-se així, però en el conte original s'explica que quan el noi va a matar la guineu, decideix no fer-ho i marxar. Però aquesta li dona uns últims consells; que no segui a la vora d'un pou i que no mengi carn d'un penjat.
Quan tornen cap al castell, passen per un poble on els seus dos germans grans, estan a punt de ser penjats, però ell paga la fiança i els salva. Ells en comptes d'agrair-li, de camí el llencen a un pou i diuen als seus guàrdies que si el veuen pel bosc el matin. Així que arriben al castell i són molt ben rebuts, amb festes i molta alegria, excepte pel cavall, l'ocell i la princesa, que estan tristos.
La guineu, una altra vegada, l'ajuda i el treu del pou, sense ni una ferida, i saben lo del guàrdies, es disfressen i se'n van al castell. Allà, la princesa el reconeix i explica tota la història al rei, malgrat les amenaces dels germans grans.
En aquell moment, el més jove, es deixa veure i fa que engarjolin als dos criminals. I tal com li havia demanat la guineu, li talla el cap i és en aquell moment, quan es converteix en el germà de la princesa, es desfà el malefici i tots viuen sense falta de res per sempre més.